# Evolução (Mondrian)
Evolução (em holandês: Evolutie) é uma pintura a óleo sobre tela realizada por pelo artista holandês Piet Mondrian entre 1910 e 1911. Este trabalho ao estilo fauvista, é um tríptico cujas dimensões são 178 cm x 85 cm, 183 cm x 87,5 cm e 178 cm x 85 cm. Está exposta no Gemeentemuseum, em Haia (Países Baixos). Cada painel apresenta uma mulher nua, de forma simbólica, com Estrelas de David, triângulos místicos e hexágonos.